# اضطراب الهلع
اضطراب الهلع  هو أحد اضطرابات القلق الشائعة جدًا، والتي يجهلها كثير من الناس حتى الأطباء في التخصصات الأخرى. ويظهر الهلع على شكل نوبات من الأعراض الجسمية المفاجئة المصحوبة بالخوف الشديد من الموت أو فقدان الوعي أو العقل.

## أعراض اضطراب الهلع
نوبة الهلع هي فترة واضحة من الخوف الشديد، تظهر فيه بعض الأعراض التالية، بشكل مباغت، وتصل ذروتها خلال دقائق:
1. خفقان القلب أو تسارع في نبضاته، واهتزاز عضلة الصدر اليسرى من فرط شدة دقات القلب.
2. غثيان واضطراب الجهاز الهضمي.
3. تعرق.
4. ارتجاف الأطراف أو إحساس بالارتجاف والرعشة.
5. إحساس بالاختناق أو ضيق التنفس.
6. الشعور بالدوار أو عدم التوازن أو الثقل بالرأس.
7. الخوف من فقد السيطرة على الذات أو الجنون.
8. التنمل أو الشعور بهبات من البرودة أو الحرارة.

أما اضطراب الهلع فهو نوبات فزع متكررة وغير متوقعة، ويتبعها خوف مستمر من حدوث نوبات أخرى، أو من مضاعفات النوبات، وتجنب الخروج أو البقاء في المنزل، أو ما يعرف برهاب الساح وهو خوف وتجنب للأماكن أو المواقف التي يكون الخروج منها صعبًا، أو التي لا يمكن الحصول فيها على مساعدة سريعة عند حدوث نوبة فزع مثل الأماكن المزدحمة، الجسور، السفر.

## العلامات والأعراض
الذين يعانون من اضطراب الهلع وعادة ما يكون سلسلة من حلقات مكثفة من القلق الشديد أثناء نوبات الهلع. هذه الهجمات عادة ما تستمر حوالي عشر دقائق، ويمكن ان تكون قصيرة الأجل لمدة 1-5 دقائق، ولكن يمكن ان تستمر عشرين دقيقة لأكثر من ساعة، أو حتى يتم إجراء تدخل مفيد. نوبات الهلع يمكن تزول بعد فترة من الساعات، وكثافة واعراض محددة من الهلع قد تختلف علي مدى المدة. وفي بعض الحالات قد يستمر الهجوم بكثافة عالية دون هوادة أو يبدو أنه يزداد حده. وتشمل الأعراض الشائعة للهجوم ضربات القلب السريعة، والعرق، والدوخة، وضيق التنفس، وارتجاف، والخوف لا يمكن السيطرة عليها مثل: الخوف من فقدان السيطرة، الخوف من الموت، وفرط التهوية. الأعراض الأخرى هي الإحساس بالاختناق والشلل وألم الصدر والغثيان والخدر أو الوخز والقشعريرة أو الهبات الساخنة، والخفوت، والبكاء وبعض الشعور بالواقع المتغير. أو يتلقى الشخص عادة أفكار من موت وشيك.الأفراد الذين يعانون من النوبات غالبا ما يكون لديهم رغبة قوية في الهروب من الوضع الذي أثار الهجوم. القلق من اضطراب الهلع شديدة وخاصة العرضية بشكل ملحوظ مقارنة مع ان من اضطراب القلق المعمم. وقد تكون نوبات الهلع ناجمة عن التعرض لمحفزات معينة زيارة مكتب طبيب الأسنان. قد تظهر هجمات أخرى غير مبررة. ويتعامل بعض الأفراد مع هذه الأحداث على أساس منتظم وأحيانا يوميا أو أسبوعيا. الأعراض الخارجية لنوبة الهلع غالبا ما تسبب التجارب الاجتماعية السلبية لمثل الاحراج والعزلة الاجتماعية. هجمات الأعراض المحدودة مماثلة لنوبات الهلع ولكن لديها أعراض أقل. معظم الناس مع تجربة كل من نوبات الهلع والهجمات أعراض محدوده.

## الإحساس الداخلى
أظهرت الدراسات التي تحقق في العلاقة بين التداخل واضطراب الهلع ان الأشخاص الذين يعانون من اضطراب الهلع يشعرون بنبضات قلب أكثر كثافة عندما تحفزهم العوامل الدوائية، مما يوحي بأنهم يعانون من زيادة الوعي البيني مقارنه بالمواضيع الصحية. .

## أسباب اضطراب الهلع
ليس هناك سبب محدد لاضطراب الهلع، بل هناك عوامل أخرى تجعل من هذا شخص أو ذاك أكثر عرضة لهذا الاضطراب من غيره.

## كيف يحدث اضطراب الهلع
تشير الدراسات إلى أن الجهاز العصبي المستقل لدى مرضى الهلع يتسم بالحدة في استجاباته للمثيرات البسيطة، والبطء في التكيف مع المثيرات المتكررة. وذلك نتيجة خلل دماغي في إفراز بعض السيالات العصبية.

## اضطرابات أخرى تشبه اضطراب الهلع
كل الاضطرابات التي تتميز بأعراض القلق تشبه اضطراب الهلع. ومن هذه الاضطرابات القلق العام، الرهاب، الوسواس القهري، اعتلال الجهاز العصبي المستقل بسبب اضطرابات الغدد الصماء، المنبهات مثل القهوة والشاي والمخدرات.

## علاج الهلع
يمكن علاج حالة الهلع بطريقتين أساسيتين هما:
1. مضادات الاكتئاب: التي تعمل على زيادة مستويات مادة سيروتونين (5-HT). وهذه العقاقير تعمل على ضبط عمل الجهاز العصبي المركزي المستقل بحيث لا يستثار بنفس الحدة التي تسبب الهلع.
2. العلاج النفسي غير الدوائي: ويستخدم لحالات الرهاب المصاحب لاضطراب الهلع. ومن أشكاله: التثقيف الصحي، العلاج السلوكي المعرفي بهدف تعديل أفكار المريض، من خلال جلسات أسبوعية تستغرق كل منها 30-50 دقيقة، على مدى عدة أسابيع.

## الشفاء من اضطراب الهلع
يمكن أن يشفى اضطراب الهلع تمامًا ولكن لا ينبغي التوقف عن الدواء إلا بمشورة الطبيب المعالج، فالدواء قد يحدث آثارًا جانبيةً مزعجةً للمريض الذي يكون حساسًا بطبيعة حالته للأعراض الجسمية مهما كان سببها.

## كيفية العلاج الذاتي
1. بالمعرفة والقراءة ما أمكن عن اضطراب الهلع لكي لا تقع ضحية لفحوصات طبية لا داعي لها.
2. إذا كنت قلقًا لدرجةٍ لا يمكنك معها العمل، أو السفر، أو قيادة سيارتك، فأنت بحاجة لمشورة طبيبة متخصصة.
3. إذا استبعدت وجود مرض عضوي، فيمكنك القيام بالتالي:
  1. اعمل على حل مشكلاتك الشخصية، لأن ذلك سيجعلك أقدر على التعامل مع نوبات الهلع.
  2. تذكر دائمًا أن نوبة الهلع ما هي إلا صفارة إنذار. ولكنها صفارة إنذار كاذب، فلا تفزع.
  3. انتبه لنفسك عندما تكون في نوبة من الهلع. أوقف أفكارك المخيفة التي تعمل على توليد المزيد من الخوف، شتّت هذه الأفكار بالنظر فيما حولك، والتركيز على شيء محدد تعطيه كل انتباهك. اعكس أفكارك المخيفة بعد أن تهدأ واستبدلها بأفكار إيجابية مهدئة.
  4. ابحث عن تفسير منطقي مريح لما تشعر به من أعراض عند النوبة.

## التعامل مع مريض بالهلع
1. بالمعرفة والقراءة ما أمكن عن اضطراب الهلع.
2. إذا كان قلقًا لدرجةٍ لا يمكنه معها العمل، أو السفر، أو قيادة سيارته لقضاء حاجاته، فهو بحاجة لمشورة طبيبة متخصصة.
3. عليك أن تقوم بما يلي:
  1. اعمل على تهدئته، عند حدوث نوبة الهلع، وأشعره أن الأمر عاديًا وأن هذه لا تعدو أن تكون نوبة فزع أي صفارة إنذار كاذب.
  2. أشغله بالحديث المتشعب، عند حدوث نوبة الهلع، ولا تترك له فرصة للتفكير في أعراضه وتضخيمها.
  3. ساعده في حل مشكلاته التي قد تكون الشرارة التي أطلقت اضطراب الهلع.
  4. لا توجه له اللوم أو تتهمه بالضعف أو قلة الإيمان... التعامل الأفضل في هذه الحالات هو تعزيز ثقة المريض بنفسه والتصرف مع المشكلة على أنها مشكلة طبية فحسب.
  5. ساعده على خوض غمار التجربة والتجول خارج المنزل والحفاظ على نفس القدر من المساحة التي يتحرك فيها داخل المدينة لكي لا يقع فريسة لسلوك التجنب المعيق.